# Musikåret 2002

## Händelser
- 20 januari – Brian Wilson uppträder på Annexet, Stockholm.[1]
- 7–9 februari – Skellefteå är så kallad "Popstad" i dagarna tre.[2]
- 13 februari – Jennifer Lopez blir först med gå direkt in på förstaplatsen på Billboardlistan med ett remixalbum, och det säljer över 156 000 exemplar.[3]
- 23 februari – Musikalen Chess på svenska har Sverigepremiär.[4]

- 1 mars – Låten Never Let It Go framförd av Afro-Dite  vinner Melodifestivalen. [5]
- 24 mars – Takahiro Nishikawa lämnar Dreams Come True.[6]
- 7 april – Westlife uppträder på Globen, Stockholm.[7]

- 14 maj – SVT sänder sista Voxpop.[8]
- 23 maj – Låten I Wanna framförd av Marija Naumova vinner Eurovision Song Contest i Tallinn för Lettland [9].
- 30 maj – Kylie Minogue uppträder på Hovet, Stockholm.[10]
- 6 juni – Rod Stewart uppträder på Globen, Stockholm.[11]

- 14 juli – Det svenska dansbandet Lotta Engbergs upplöses då Lotta Engberg lämnar dansbandsgenren [12].
- 27 juli – Zlips blir svenska dansbansmästare.[13]
- 22–24 augusti arrangeras hyllningsgalan Abba - The Tribute i Globen, Stockholm för att fira bandets 30-årsjubileum.[14]
- 3 september – Napster stängs ner för gott efter många rättegångar och försök till att göra det till en prenumerationstjänst.[15]
- 19 november – Michael Jackson dinglar sin nio månader gamla son ut över en balkong i Berlin.[16]

- 28 december – SR P4 sänder sista omgången av dansbandsprogrammet I afton dans.[17]

## Priser och utmärkelser
- 16 januari: Spelmannen – Fläskkvartetten
- 3 februari: Ceciliapriset – Britt Wennberg
- 4 februari: Musikexportpriset – The Hives
- 14 februari: Grammisgalan[18]
- 16 februari: Jazzkatten
- 18 februari: Ted Gärdestadstipendiet – Peter Hägerås, Evelina Gard Nilsson och Loke Nyberg[19]
- 16 mars: Rosenbergpriset – André Chini[20]
- 22 mars: Svenska Dagbladets operapris – Kerstin Avemo
- 23 april: Lars Gullin-priset – Gunnel Mauritzson[21]
- 28 april: Alice Tegnér-musikpriset – Jon-Roar Björkvold
- 29 april: Ulla Billquist-stipendiet – Sanna Nielsen[22]
- 30 april: Tigertassen – Jerry Williams[23]
- 11 maj: Jazz i Sverige – Fredrik Nordström
- 18 maj: Kungliga Musikaliska Akademiens Jazzpris – Palle Danielsson
- 21 maj: Jussi Björlingstipendiet – Kalle Moraeus[24]
- 27 maj: Polarpriset – Miriam Makeba och Sofija Gubajdulina[25]
- 6 juni: Litteris et Artibus – Arne Domnérus, Loa Falkman, Olle Adolphson, Roland Pöntinen
- 14 juni: Nordiska rådets musikpris – Sunleif Rasmussen[26]
- 5 juli: Hugo Alfvénpriset – Jevgenij Svetlanov[27]
- 9 juli: Birgit Nilsson-stipendiet – Susanne Resmark[28]
- 13 juli: Fred Åkerström-stipendiet – Kjell Höglund[29]
- 4 augusti: Cornelis Vreeswijk-stipendiet – Sven-Bertil Taube[30]
- 6 september: Årets kör – Adolf Fredriks flickkör
- 15 oktober: Årets körledare – Stefan Parkman[31]
- 15 oktober: Årets barn- och ungdomskörledare – Karl-Fredrik Jehrlander
- 12 november: Jenny Lind-stipendiet – Merete Meyer[32]
- 24 november: Albin Hagströms Minnespris – Sone Banger[33]
- 27 november: Medaljen för tonkonstens främjande – Anne Sofie von Otter, Endre Wolf, Anders Jansson[34]
- 4 december: Jan Johansson-stipendiet – Nils Lindberg
- 12 december: Atterbergpriset – Thomas Jennefelt
- 19 december: Gevalias musikpris – Sara Jangfeldt
- 20 december: Stora Christ Johnson-priset – André Chini
- 20 december: Mindre Christ Johnson-priset – Fredrik Hedelin

## Årets album
Vänligen sortera soloartister på efternamn, musikgrupper på förstabokstaven (utan engelskans "The" och "A")

### A – G
- Christina Aguilera – Stripped[35]
- Tina Ahlin – Det går bra ändå[36]
- Tori Amos – Scarlet's Walk[37]
- Antique – Alli Mia Fora
- The Ark – In Lust We Trust[38]
- Audioslave – Audioslave[39]
- Bad Religion – The Process of Belief[40]
- The Bear Quartet – Ny våg[41]
- Beck – Sea Change[42]
- The Bees – Sunshine Hit Me[43]
- Marit Bergman – 3.00 AM Serenades[44]
- Blind Guardian – A Night at the Opera
- Andrea Bocelli – Sentimento
- David Bowie – Heathen[45]
- The Breeders – Title TK[46]
- Busta Rhymes – It Ain't Safe No More[47]
- Caesars Palace – Love For The Streets[48]
- Vanessa Carlton – Be Not Nobody[49]
- Johnny Cash – American IV: The Man Comes Around[50]
- The Chemical Brothers – Come With Us[51]
- Coldplay – A Rush of Blood to the Head[52]
- The Coral – The Coral[53]
- Cracker – Forever[54]
- Dark Tranquillity – Damage Done[55]
- Doktor Kosmos – Reportage![56]
- Doves – The Last Broadcast[57]
- Down – Down II: A Bustle in Your Hedgerow
- The Embassy – Futile Crimes[58]
- Eminem – The Eminem Show[59]
- The Flaming Lips – Yoshimi Battles the Pink Robots[60]
- Foo Fighters – One by One[61]
- Art Garfunkel – Everything Waits to Be Noticed
- Good Charlotte – The Young and the Hopeless

### H – R
- Håkan Hellström – Det är så jag säger det[62]
- Håkan Hellström – Luften bor i mina steg[63]
- Håkan Hemlin – Håkan Hemlin
- Whitney Houston – Just Whitney [64]
- Interpol – Turn on the Bright Lights[65]
- Jay-Z – The Blueprint 2: The Gift & The Curse[66]
- Jurassic 5 – Power In Numbers[67]
- Claes Janson – BlåGul Blues[68]
- Jill Johnson – Good Girl [69]
- Norah Jones – Come Away with Me[70]
- Kent – Vapen & ammunition[71]
- KMFDM – Attak
- Avril Lavigne – Let Go
- David Lindh – You Gotta Fight for Your Right to Feel Alright[72]
- The Libertines – Up the Bracket[73]
- Mando Diao – Bring 'em In[74]
- Maroon 5 – Songs About Jane
- Maria Mena – Another Phase
- Melody Club – Music Machine[75]
- Millencolin – Home from Home[76]
- Missy Elliot – Under Construction[77]
- The Mo – City Heart
- Moby – 18[78]
- Modern Talking – Victory[79]
- Alanis Morissette – Under Rug Swept[80]
- Ms. Dynamite – A Little Deeper[81]
- My Chemical Romance – I Brought You My Bullets, You Brought Me Your Love
- Nada Surf – Let Go [82]
- Graham Nash – Songs for Survivors
- New Found Glory – Sticks and Stones
- Nightwish – Century Child
- Oasis – Heathen Chemistry[83]
- Ossler – Den siste som kom ut[84]
- The Perishers – From Nothing to One[85]
- Lee "Scratch" Perry – Jamaican E.T.
- Pet Shop Boys – Release[86]
- P.O.D. – Satellite
- Primal Scream – Evil Heat[87]
- Queens of the Stone Age – Songs for the Deaf[88]
- The Real Group – Stämning
- Red Hot Chili Peppers – By the Way[89]
- Robyn – Don't Stop the Music[90]
- The Roots – Phrenology[91]
- Rush – Vapor Trails[92]

### S – Ö
- Satyricon – Volcano
- Simple Plan – No Pads, No Helmets... Just Balls
- Sonic Youth – Murray Street[93]
- The Sounds – Living in America[94]
- Sparks – Lil' Beethoven[95]
- Bruce Springsteen – The Rising[96]
- The Streets – Original Pirate Material[97]
- Suede – A New Morning[98]
- Supergrass – Life on Other Planets[99]
- Symphony X – The Odyssey
- System of a Down – Steal This Album![100]
- t.A.T.u – 200 km/h in the Wrong Lane[101]
- Tegan and Sara – If It Was You
- They Might Be Giants – No!
- Justin Timberlake – Justified[102]
- Timbuktu – Wått's dö madderfakking diil?[103]
- The Transplants – The Transplants
- 3 Doors Down – Away From The Sun
- Thåström – Mannen som blev en gris[104]
- Underworld – A Hundred Days Off[105]
- Van Morrison – Down the Road[106]
- The Vines – Highly Evolved[107]
- Anna Vissi – X
- W.A.S.P. – Dying for the World[108]
- Tom Waits – Alice[109]
- Paul Weller – Illumination[110]
- Wilco – Yankee Hotel Foxtrot[111]
- Weezer – Maladroit[112]
- Xzibit – Man vs. Machine[113]

## Årets singlar och hitlåtar
Vänligen sortera soloartister på efternamn, musikgrupper på förstabokstaven (utan engelskans "The" och "A")
- Afro-dite – Never Let It Go
- Alanis Morissette – Hands Clean
- The Ark – Calleth You, Cometh I
- The Ark – Father of a Son
- Avril Lavigne – Complicated
- Avril Lavigne – Sk8er Boi
- Brandy – What About Us?
- Brandy – Full Moon
- Vanessa Carlton – A Thousand Miles
- Kelly Clarkson – A Moment Like This
- Coldplay – Clocks
- Coldplay – The Scientist
- The Coral – Dreaming of You
- Doktor Kosmos – Jag låg med henne i Tjeckoslovakien
- Elvis Presley vs. Junkie XL – A Little Less Conversation
- Eminem – Cleaning Out My Closet
- Eminem – Lose Yourself
- Eminem – Sing for the Moment
- Eminem – White America
- E-Type – Africa
- E-Type – Banca Banca
- The Flaming Lips – Do You Realize??
- Foo Fighters – Times Like These
- Håkan Hellström – Kom igen, Lena
- Håkan Hellström – Visa vid vindens ängar
- Jennifer Lopez med Jadakiss & Styles – Jenny from the Block
- Johannes Kotschy – And That's Why I Love You
- Johnny Cash – Hurt
- Justin Timberlake – Cry Me A River
- Kent – Dom andra
- Kent – Kärleken väntar
- Kikki, Bettan & Lotta – Vem é dé du vill ha
- Las Ketchup – The Ketchup Song (Asereje)
- The Libertines – Time For Heroes
- Mando Diao – Mr. Moon
- Mando Diao – The Band
- Marit Bergman – This is the Year
- Mendez – Adrenaline
- Melody Club – Palace Station
- Melody Club – Electric
- Michael Jackson – Butterflies
- Missy Elliot – Work It
- Moby – We Are All Made of Stars
- Ms. Dynamite – Dy-Na-Mi-Tee
- Ms. Dynamite – Put Him Out
- Nickelback – Too Bad
- Oasis – Stop Crying Your Heart Out
- Peaches – Tomten, jag vill ha en riktig jul
- Pet Shop Boys – Home And Dry
- Pet Shop Boys – I Get Along
- Queens of the Stone Age – Go with the Flow
- Queens of the Stone Age – No One Knows
- Red Hot Chili Peppers – By The Way
- Red Hot Chili Peppers – Can't Stop
- Red Hot Chili Peppers – Universally Speaking
- Robyn – Keep This Fire Burning
- Roxette – A Thing About You [114]
- Shakira – Whenever, Wherever
- Shakira – Underneath Your Clothes
- The Sounds – Hit Me!
- The Sounds – Living in America
- The Sounds – Seven Days a Week
- Suede – Positivity
- Supergrass – Grace
- Supernatural – Supernatural
- System of a Down – Chop Suey!
- t.A.T.u – All the Things She Said
- t.A.T.u – Not Gonna Get Us
- The Vines – Get Free
- The White Stripes – Dead Leaves and the Dirty Ground

## Sverigetopplistan2002
| Datum                   | Låttitel                   | Artist/grupp                | Bakgrund             |
| ----------------------- | -------------------------- | --------------------------- | -------------------- |
| 14 januari 2002 (3v)    | Life                       | E-type                      | Sverige              |
| 25 januari 2002 (1v)    | Whenever, Wherever         | Shakira                     | Colombia             |
| 1 februari 2002 (2v)    | Luften bor i mina steg     | Håkan Hellström             | Sverige              |
| 15 februari 2002 (5v)   | Whenever, Wherever         | Shakira                     | Colombia             |
| 22 mars 2002 (1v)       | Never Let It Go            | Afro-Dite                   | Sverige              |
| 29 mars 2002 (4v)       | Dom andra                  | Kent                        | Sverige              |
| 26 april 2002 (5v)      | Supernatural               | Supernatural                | Sverige              |
| 30 maj 2002 (1v)        | Without Me                 | Eminem                      | USA                  |
| 6 juni 2002 (3v)        | Vi ska till VM!            | Magnus Uggla                | Sverige              |
| 27 juni 2002 (2v)       | S:t Monica                 | Ulf Lundell                 | Sverige              |
| 11 juli 2002 (9v)       | A Little Less Conversation | Elvis Presley vs. Junkie XL | Nederländerna ( USA) |
| 12 september 2002 (17v) | The Ketchup Song (Aserejé) | Las Ketchup                 | Spanien              |

## Jazz musik
- Agneta Baumann – Sentimental Lady[115]
- Dave Douglas – El Trilogy
- Keith Jarrett – Always Let Me Go
- Jacob Karlzon – Today
- Jan Lundgren – Jan Lundgren Trio Presents Miriam Aida & Fredrik Kronkvist
- Branford Marsalis – Contemporary Jazz
- Pat Metheny – Trio 99 – 00
- Nacka Forum – Nacka Forum
- Parker / Guy / Lytton and Marilyn Crispell – After Appleby
- Andreas Pettersson – At the Baked Potato[116]
- Joshua Redman– Beyond
- Wayne Shorter – Footprints Live!

## Klassisk musik
- Kalevi Aho – Flute Concerto
- Leonardo Balada – Passacaglia for Orchestra
- Derek Bourgeois – Symphony No. 9
- George Crumb – Eine Kleine Mitternachtmusik (A Little Midnight Music),piano
- Peter Maxwell Davies – Naxos Quartet No. 1
- Beat Furrer – Phasma, piano
- Philip Glass – Concerto for Harpsichord and Chamber Orchestra
- Patrick Hawes – Blue in Blue
- Tolga Kashif – Queen Symphony
- Theo Loevendie – Clarinet Concerto
- Salvatore Sciarrino – Altre schegge di canto, symphonic work
- John Serry Sr. – American Rhapsody

## Födda
- 21 februari – Marcus Gunnarsen, norsk sångare i Marcus & Martinus.
- 21 februari – Martinus Gunnarsen, norsk sångare i Marcus & Martinus.
- 15 september – Rhema Marvanne, amerikansk gospelsångare och skådespelare.
- 6 oktober – Cleopatra Stratan, moldavisk sångare.
- 6 november – Giulio Taccon, italiensk-kinesisk pianist och skådespelare.

## Avlidna

### Januari
- 2 januari – Zac Foley, 31, brittisk basist i EMF.[117]
- 7 januari – Jon Lee, 33, brittisk trumslagare i Feeder.[118]
- 17 januari – Eddie Meduza, 53, svensk artist.[119]
- 21 januari – Peggy Lee, 81, amerikansk sångare.[120]
- 22 januari – Peter Bardens, 56, brittisk keyboardist i Camel.[121]

### Februari
- 1 februari – Hildegard Knef, 76, tysk skådespelare, sångerska och författare.[122]
- 13 februari – Waylon Jennings, 65, amerikansk artist.[123]
- 24 februari – Leo Ornstein, 108, amerikansk kompositör och pianist.[124]

### Mars
- 1 mars – Doreen Waddell, 36, brittisk sångerska i Soul II Soul och The KLF.[125]
- 18 mars – Gösta Winbergh, 58, svensk operasångare.[126]
- 23 mars – Eileen Farrell, 82, amerikansk operasångerska.[127]
- 26 mars – Randy Castillo, 51, amerikansk trumslagare i Ozzy Osbourne och Mötley Crüe.[128]
- 27 mars – Dudley Moore, 66, brittisk skådespelare, kompositör och jazzpianist.[129]
- 27 mars – Milton Berle, 93, amerikansk manusförfattare, kompositör, komiker och skådespelare.[130]

### April
- 4 april – Stuart Görling, 84, svensk filmmusikskompositör.
- 5 april – Layne Staley, 34, amerikansk sångare i Alice in Chains.[131]
- 15 april – Rolf Berg, 75, svensk jazzgitarrist.[132]
- 25 april – Lisa Lopes, 30, amerikansk skådespelare och sångerska i TLC.[133]

### Maj
- 3 maj – Jevgenij Svetlanov, 73, rysk dirigent, pianist och tonsättare.[134]
- 6 maj – Otis Blackwell, 71, amerikansk pianist och låtskrivare.[135]
- 7 maj – Xavier Montsalvatge, 90, spansk kompositör.[136]

### Juni
- 5 juni – Dee Dee Ramone, 50, amerikansk basist i Ramones.[137]
- 27 juni – John Entwistle, 57, brittisk basist i The Who.[138]
- 29 juni – Rosemary Clooney, 74, amerikansk sångerska och skådespelerska.[139]

### Juli
- 2 juli – Ray Brown, 75, amerikansk jazzbasist.[140]
- 19 juli – Alan Lomax, 87, amerikansk musikolog och musiker.[141]
- 21 juli – Gus Dudgeon, 59, brittisk musikproducent.[142]
- 28 juli – Bernt Staf, 56, svensk vissångare.[143]

### Augusti
- 16 augusti – Sonja Stjernquist, 71, svensk skådespelare och operasångerska.[144]
- 29 augusti – Per Lindqvist, 73, svensk sångare och skådespelare.
- 31 augusti – Lionel Hampton, 94, amerikansk vibrafonist.[145]

### September
- 4 september - Hasse Carlsson, 37, svensk sångare och gitarrist i Noice.[146]
- 28 september – Stig Ribbing, 98, svensk pianist och pianopedagog.
- 29 september – Mickey Newbury, 62, amerikansk sångare och låtskrivare.[147]

### Oktober
- 3 oktober – Darryl DeLoach, 55, amerikansk gitarrist i Iron Butterfly.
- 17 oktober – Derek Bell, 66, irländsk harpist i The Chieftains.[148]
- 25 oktober – Richard Harris, 72, irländsk skådespelare och sångare.[149]
- 30 oktober – Jam Master Jay, 37, amerikansk discjockey i Run DMC.[150]

### November
- 3 november – Lonnie Donegan, 71, brittisk skifflemusiker.[151]
- 22 november – Arne Mellnäs, 69, svensk tonsättare.[152]
- 23 november – Karl-Magnus Thulstrup, 99, svensk skådespelare och sångare.

### December
- 1 december – Bruno Wintzell, 58, svensk operasångare.[153]
- 9 december – Mary Hansen, 36, australisk sångerska i Stereolab.[154]
- 13 december – Zal Yanovsky, 57, kanadensisk gitarrist i The Lovin' Spoonful.[155]
- 23 december – Joe Strummer, 50 brittisk sångare i The Clash.[156]
- 31 december – Kevin MacMichael, 51, kanadensisk gitarrist i Cutting Crew.

### Fotnoter
1. ↑  ”Wilson delvis närvarande vid sin Europapremiär”. Svenska Dagbladet. 21 januari 2002. https://www.svd.se/a/f6eb8db9-55df-3cfd-b632-b80fa1b4fd15/wilson-delvis-narvarande-vid-sin-europapremiar. Läst 30 december 2023.
2. ↑  ”Svensk mediedatabas”. http://smdb.kb.se/catalog/search?q=Popstad+typ%3Aradio&sort=OLDEST. Läst 3 juli 2011.
3. ↑  Martens, Todd (14 februari 2002). ”J Lo. Kicks Jackson Out Of No. 1”. Billboard. Arkiverad från originalet den 23 oktober 2012. https://web.archive.org/web/20121023061351/http://www.billboard.com/bbcom/news/article_display.jsp?vnu_content_id=1339756#/bbcom/news/article_display.jsp?vnu_content_id=1339756. Läst 9 juli 2010.
4. ↑  ”Nypremiär för Chess på svenska”. Dagens Nyheter. 19 januari 2001. https://www.dn.se/arkiv/kultur/nypremiar-for-chess-pa-svenska/. Läst 30 december 2023.
5. ↑  ”Poplight – Melodifestivalen”. Arkiverad från originalet den 24 maj 2012. https://archive.is/20120524203232/http://poplight.zitiz.se/melodifestivalen/2002. Läst 24 maj 2012.
6. ↑  McLure, Steve (3 april 2002). ”Still chasing their dream”. The Japan Times. Arkiverad från originalet den 19 september 2012. https://web.archive.org/web/20120919141428/http://search.japantimes.co.jp/member/member.html?fm20020403sm.htm. Läst 1 oktober 2008.
7. ↑  ”Så festade Westlife i natt”. Aftonbladet. 8 april 2002. https://www.aftonbladet.se/nojesbladet/musik/a/ka6XgQ/sa-festade-westlife-i-natt. Läst 30 december 2023.
8. ↑  ”Svensk mediedatabas”. http://smdb.kb.se/catalog/search?q=Voxpop+typ%3Atv&sort=OLDEST. Läst 31 mars 2011.
9. ↑  ”Poplight – Eurovision Song Contest”. Arkiverad från originalet den 24 maj 2012. https://archive.is/20120524203232/http://poplight.zitiz.se/eurovision-song-contest/2002. Läst 24 maj 2012.
10. ↑  ”Det tar sig mot slutet”. Aftonbladet. 31 maj 2002. https://www.aftonbladet.se/nojesbladet/musik/a/Eoak5K/det-tar-sig-mot-slutet. Läst 30 december 2002.
11. ↑  ”Inget överraskande från Rod”. Aftonbladet. 7 juni 2002. https://www.aftonbladet.se/nojesbladet/a/218wER/inget-overraskande-fran-rod. Läst 30 december 2023.
12. ↑  Aftonbladet 15 juli 2002 – Lotta Engberg lägger av
13. ↑  ”Sveriges Radio Halland”. 28 juli 2002. http://sverigesradio.se/sida/artikel.aspx?programid=128&artikel=96338. Läst 26 juni 2011.
14. ↑  ”Majestätiskt och märkligt”. Aftonbladet. 23 augusti 2002. https://www.aftonbladet.se/a/ddnEVo. Läst 19 juli 2024.
15. ↑  ”Bertelsmann fick inte rädda Napster”. Svenska Dagbladet. 5 september 2002. https://www.svd.se/a/eebba68b-e368-3b2b-8ab2-1d3fc898630d/bertelsmann-fick-inte-radda-napster. Läst 1 januari 2024.
16. ↑  ”Jacksons farliga lek”. Aftonbladet. 20 november 2002. https://www.aftonbladet.se/nojesbladet/a/J1xzr4/jacksons-farliga-lek. Läst 1 januari 2024.
17. ↑  Information i Svensk mediedatabas (läst 8 april 2011).
18. ↑  Information i Svensk mediedatabas. Arkiverad 30 november 2012 hämtat från the Wayback Machine.
19. ↑  ”Grattis... Peter Hägerås”. Aftonbladet. 19 februari 2002. https://www.aftonbladet.se/nojesbladet/a/3j4X4P/grattispeter-hageras. Läst 30 december 2023.
20. ↑  ”Pris till bångstyrig musik”. Svenska Dagbladet. 16 mars 2002. https://www.svd.se/a/f973d80f-29dd-3f9d-9587-3933d42ba8c8/pris-till-bangstyrig-musik. Läst 28 december 2023.
21. ↑  ”Gotländska får Gullin-pris”. Sveriges Radio. 23 april 2002. https://sverigesradio.se/artikel/61383. Läst 28 december 2023.
22. ↑  ”Ulla Billquist-stipendium till Sanna Nielsen”. Svenska Dagbladet. 29 april 2002. https://www.svd.se/a/149c7ed3-31bd-3b4e-b91c-b6a4e97a83b0/ulla-billquist-stipendium-till-sanna-nielsen. Läst 30 december 2023.
23. ↑  ”Pettson, Findus och schlagerlåtar i parkerna”. Dagens Nyheter. 30 april 2002. https://www.dn.se/arkiv/kultur/pettson-findus-och-schlagerlatar-i-parkerna/. Läst 30 december 2023.
24. ↑  ”Årets Jussi-stipendiat spelade upp”. Falu-kuriren. 21 maj 2002. https://www.falukuriren.se/2002-05-21/arets-jussi--stipendiat-spelade-upp. Läst 28 december 2023.
25. ↑  ”Stillsamt möte med polarpristagarna”. Dagens Nyheter. 24 maj 2002. https://www.dn.se/kultur-noje/stillsamt-mote-med-polarpristagarna/. Läst 28 december 2023.
26. ↑  ”Nordiska rådet prisar Färöarna”. Svenska Dagbladet. 14 juni 2002. https://www.svd.se/a/cbb9ebf3-0ff6-3a27-93ec-1dc8440d3c4c/nordiska-radet-prisar-faroarna. Läst 28 december 2023.
27. ↑  ”Pannhuset viktigt kulturcentrum”. Svenska Dagbladet. 27 juni 2002. https://www.svd.se/a/3194925b-b163-32f5-9ad9-a393016c9547/pannhuset-viktigt-kulturcentrum. Läst 27 december 2023.
28. ↑  ”Personnytt: Årets Birgit Nilsson-stipendiat”. Dagens Nyheter. 9 juli 2002. https://www.dn.se/arkiv/familj/personnytt-arets-birgit-nilsson-stipendiat/. Läst 27 december 2023.
29. ↑  ”Kjell Höglund fick ärorikt stipendium”. Sveriges Radio. 14 juli 2002. https://sverigesradio.se/artikel/91526. Läst 27 december 2023.
30. ↑  ”Vreeswijk-stipendium till Taube”. Svenska Dagbladet. 5 augusti 2002. https://www.svd.se/a/c3bd2762-9f85-39db-a384-c0e2d9f12ec1/vreeswijk-stipendium-till-taube. Läst 27 december 2023.
31. ↑  ”Uppsala sjunger vackert”. Sveriges Radio. 16 oktober 2002. https://sverigesradio.se/artikel/134621. Läst 30 december 2023.
32. ↑  ”Norska får Jenny Lind-pris”. Kristianstadsbladet. 12 november 2002. https://www.kristianstadsbladet.se/new-articles/norska-far-jenny-lind-pris/. Läst 28 december 2023.
33. ↑  ”Personnytt: Albin Hagströms minnespris 2002”. Dagens Nyheter. 24 november 2002. https://www.dn.se/arkiv/familj/personnytt-albin-hagstroms-minnespris-2002/. Läst 27 december 2023.
34. ↑  ”Personnytt: Musikaliska akademiens medaljer och stipendier”. Dagens Nyheter. 27 november 2002. https://www.dn.se/arkiv/familj/personnytt-musikaliska-akademiens-medaljer-och-stipendier/. Läst 28 december 2023.
35. ↑  ”Stripped”. Svenska Dagbladet. 25 oktober 2002. https://www.svd.se/a/1b64816a-5aa0-3307-8e51-d66e2037a794/-. Läst 22 december 2023.
36. ↑  ”Det går bra ändå”. Svenska Dagbladet. 25 januari 2002. https://www.svd.se/a/f9114198-3d95-3583-9434-b37aab2a73f5/-. Läst 22 december 2023.
37. ↑  ”Scarlet's Walk”. Svenska Dagbladet. 1 november 2002. https://www.svd.se/a/9b44b7d3-5477-3f3f-8899-f6b77b35fb17/-. Läst 22 december 2023.
38. ↑  ”The Ark”. Nöjesguiden. 3 september 2002. https://ng.se/recensioner/musik/ark-0. Läst 22 december 2023.
39. ↑  ”Kunde, borde”. Dagens Skiva. 24 november 2002. http://dagensskiva.com/2002/11/24/audioslave-audioslave/. Läst 22 december 2023.
40. ↑  ”Bad Religion”. Nöjesguiden. 5 februari 2002. https://ng.se/recensioner/musik/bad-religion. Läst 22 december 2023.
41. ↑  ”Ny våg”. Svenska Dagbladet. 22 februari 2002. https://www.svd.se/a/50b0fcfc-9349-323c-9383-1f500613204d/-. Läst 22 december 2023.
42. ↑  ”Beck”. Nöjesguiden. 3 oktober 2002. https://ng.se/recensioner/musik/beck. Läst 22 december 2023.
43. ↑  ”The Bees”. Nöjesguiden. 5 maj 2002. https://ng.se/recensioner/musik/bees. Läst 22 december 2023.
44. ↑  ”3.00 A.M. Serenades”. Svenska Dagbladet. 26 april 2002. https://www.svd.se/a/64838783-ba0b-37d0-9d5b-04748df3e471/-. Läst 22 december 2023.
45. ↑  ”Heathen”. Svenska Dagbladet. 7 juni 2002. https://www.svd.se/a/52ed1551-2057-3f0c-aa47-e1e7f5342fbe/-. Läst 22 december 2023.
46. ↑  ”The Breeders - Title TK”. Svenska Dagbladet. 17 maj 2002. https://www.svd.se/a/3ded4d5a-b875-34dd-b8a1-6707930d0e90/the-breeders-title-tk. Läst 22 december 2023.
47. ↑  ”It ain't safe no more”. Svenska Dagbladet. 29 november 2002. https://www.svd.se/a/67d9f197-e674-3a8c-bc6f-b1eee288d526/-. Läst 22 december 2023.
48. ↑  ”Caesars Palace”. Nöjesguiden. 6 februari 2002. https://ng.se/recensioner/musik/caesars-palace. Läst 22 december 2023.
49. ↑  ”Be not nobody”. Svenska Dagbladet. 14 juni 2002. https://www.svd.se/a/b3c7175b-68ec-3bd2-ac54-645e3c9b4d64/-. Läst 22 december 2023.
50. ↑  ”American IV: The Man Comes Around”. Svenska Dagbladet. 1 november 2002. https://www.svd.se/a/e4c2e120-b404-3bb9-b89c-ddbdb578fc55/-. Läst 22 december 2023.
51. ↑  ”Come with us”. Svenska Dagbladet. 25 januari 2002. https://www.svd.se/a/83f479b6-124d-3d77-8a5a-630af83fec82/-. Läst 22 december 2023.
52. ↑  ”Coldplay”. Nöjesguiden. 4 september 2002. https://ng.se/recensioner/musik/coldplay. Läst 22 december 2023.
53. ↑  ”The Coral - The Coral”. Svenska Dagbladet. 17 september 2002. https://www.svd.se/a/9f62befd-a3e8-3d64-8165-5c57e87f2c71/the-coral-the-coral. Läst 22 december 2023.
54. ↑  ”Cracker”. Nöjesguiden. 5 februari 2002. https://ng.se/recensioner/musik/cracker. Läst 22 december 2023.
55. ↑  ”Dark Tranquility”. Joyzine. 8 juli 2002. http://joyzine.se/?p=246. Läst 23 december 2023.
56. ↑  ”Reportage”. Svenska Dagbladet. 25 januari 2002. https://www.svd.se/a/8464a0f9-70be-3771-9574-82652711e58b/-. Läst 23 december 2023.
57. ↑  ”Doves”. Nöjesguiden. 4 maj 2002. https://ng.se/recensioner/musik/doves. Läst 23 december 2023.
58. ↑  ”Futile Crimes”. Svenska Dagbladet. 21 november 2002. https://www.svd.se/a/59f5fb18-ad90-3d50-aaeb-63aab40b5887/-. Läst 23 december 2023.
59. ↑  ”Eminem”. Nöjesguiden. 7 juni 2002. https://ng.se/recensioner/musik/eminem-0. Läst 23 december 2023.
60. ↑  ”The Flaming Lips”. Nöjesguiden. 8 juli 2002. https://ng.se/recensioner/musik/flaming-lips. Läst 23 december 2023.
61. ↑  ”One by one”. Svenska Dagbladet. 18 oktober 2002. https://www.svd.se/a/6b833c9e-894b-3847-8efc-d0129c74f0e9/-. Läst 23 december 2023.
62. ↑  ”Håkan Hellström / Det är så jag säger det”. Göteborgs Posten. 23 oktober 2002. https://www.gp.se/kultur/musik/skivrecension/hakan-hellstrom-det-ar-sa-jag-sager-det.2c738da0-dad2-4210-9208-546c61a16be5. Läst 23 december 2023.
63. ↑  ”Håkan Hellström”. Nöjesguiden. 6 februari 2002. https://ng.se/recensioner/musik/hakan-hellstroem-0. Läst 23 december 2023.
64. ↑  ”Just Whitney”. Svenska Dagbladet. 22 november 2002. https://www.svd.se/a/99a37930-4ea2-3a25-938a-cd09d4cea59f/-. Läst 23 december 2023.
65. ↑  ”Turn On The Bright Lights”. Pitchfork. 18 augusti 2002. https://pitchfork.com/reviews/albums/4113-turn-on-the-bright-lights/. Läst 23 december 2023.
66. ↑  ”The Blueprint 2: The gift and the curse”. Svenska Dagbladet. 29 november 2002. https://www.svd.se/a/eaf77d76-5b13-34d7-b136-2158777a732c/-. Läst 23 december 2023.
67. ↑  ”Jurassic 5”. Nöjesguiden. 3 oktober 2002. https://ng.se/recensioner/musik/jurassic-5-1. Läst 25 december 2023.
68. ↑  ”Claes Janson - Blågul Blues”. Svenska Dagbladet. 24 januari 2003. https://www.svd.se/a/19455a43-8929-3aa9-80d6-944462bccf83/claes-janson-blagul-blues. Läst 23 december 2023.
69. ↑  Jill Johnsons diskografi – Good Girl Arkiverad 13 augusti 2010 hämtat från the Wayback Machine.
70. ↑  Dimery, Robert (2009). 1001 Album Du Måste Höra Innan Du Dör. sid. 903. Läst 23 december 2023
71. ↑  ”Kent”. Nöjesguiden. 6 maj 2002. https://ng.se/recensioner/musik/kent. Läst 23 december 2023.
72. ↑  ”David Lindh & Hail Marys”. Nöjesguiden. 29 oktober 2002. https://ng.se/recensioner/musik/david-lindh-hail-marys. Läst 23 december 2023.
73. ↑  ”Up to The Bracket”. Svenska Dagbladet. 18 oktober 2002. https://www.svd.se/a/28513e8c-fb59-3119-b3da-e1b89b5ecdd8/-. Läst 23 december 2023.
74. ↑  ”Smutsiga rockpojkar”. Dagens skiva. 12 oktober 2002. http://dagensskiva.com/2002/10/12/mando-diao-bring-em-in/. Läst 24 december 2023.
75. ↑  ”Melody Club - Music machine”. Svenska Dagbladet. 17 januari 2003. https://www.svd.se/a/68d800de-9070-32c8-b764-c55c99c0e33b/melody-club-music-machine. Läst 23 december 2023.
76. ↑  ”Ett riktigt bra rockband”. Dagens Skiva. 6 mars 2002. http://dagensskiva.com/2002/03/06/millencolin-home-from-home/. Läst 23 december 2023.
77. ↑  ”Bättre sent än aldrig”. Dagens skiva. 14 januari 2003. http://dagensskiva.com/2003/01/14/missy-elliott-under-construction/. Läst 24 december 2023.
78. ↑  ”Moby”. Nöjesguiden. 6 maj 2002. https://ng.se/recensioner/musik/moby. Läst 24 december 2023.
79. ↑  ”Ett ord”. Dagens skiva. 3 april 2002. http://dagensskiva.com/2002/04/03/modern-talking-victory-the-11th-album/. Läst 24 december 2023.
80. ↑  ”Under rug swept”. Svenska Dagbladet. 22 februari 2002. https://www.svd.se/a/24e9d8b7-8840-316a-a7e4-9c760f3bfcdd/-. Läst 24 december 2023.
81. ↑  Dimery, Robert (2009). 1001 Album Du Måste Höra Innan Du Dör. sid. 900. Läst 24 december 2023
82. ↑  ”Let Go”. Pitchfork. 22 januari 2003. https://pitchfork.com/reviews/albums/5693-let-go/. Läst 24 december 2023.
83. ↑  ”Heathen Chemistry”. Svenska Dagbladet. 26 juni 2002. https://www.svd.se/a/879d44be-14b9-3844-9dd6-9d6421afa9f4/-. Läst 24 december 2023.
84. ↑  ”Ossler”. Nöjesguiden. 30 oktober 2002. https://ng.se/recensioner/musik/ossler. Läst 24 december 2023.
85. ↑  ”Perishers”. Nöjesguiden. 5 februari 2002. https://ng.se/recensioner/musik/perishers. Läst 24 december 2023.
86. ↑  ”Pet Shop Boys”. Nöjesguiden. 5 mars 2002. https://ng.se/recensioner/musik/pet-shop-boys. Läst 24 december 2023.
87. ↑  ”Evil Heat”. Svenska Dagbladet. 9 augusti 2002. https://www.svd.se/a/e4b2e32c-8081-3b53-8f71-47d3aaa9afb0/-. Läst 25 december 2023.
88. ↑  ”Queens of the Stone Age”. Nöjesguiden. 4 september 2002. https://ng.se/recensioner/musik/queens-stone-age. Läst 25 december 2023.
89. ↑  ”By the way”. Svenska Dagbladet. 8 juli 2002. https://www.svd.se/a/ecc7c84e-8687-35dc-abf7-4c50d937e771/-. Läst 25 december 2023.
90. ↑  ”Don't stop the music”. Svenska Dagbladet. 8 november 2002. https://www.svd.se/a/79553716-9f62-35f9-a085-ab0e4676460d/-. Läst 25 december 2023.
91. ↑  ”Phrenology”. Svenska Dagbladet. 6 december 2002. https://www.svd.se/a/19e2a40d-b4e1-365c-b5a6-6e97de3783a5/-. Läst 25 december 2023.
92. ↑  ”Vapor trails”. Svenska Dagbladet. 10 maj 2002. https://www.svd.se/a/f1b4c71d-4f77-3ba6-bff8-e6079e0f956b/-. Läst 25 december 2023.
93. ↑  ”Sonic Youth”. Nöjesguiden. 7 juni 2002. https://ng.se/recensioner/musik/sonic-youth-0. Läst 25 december 2023.
94. ↑  ”Living in America”. Svenska Dagbladet. 8 november 2002. https://www.svd.se/a/5841189d-54f9-3f4f-a431-0a75d879ba99/-. Läst 25 december 2023.
95. ↑  ”Lil' Beethoven”. Svenska Dagbladet. 12 december 2002. https://www.svd.se/a/374145db-7960-37b2-9bbd-6bd2d5a6c0f2/-. Läst 25 december 2023.
96. ↑  ”The Rising”. Svenska Dagbladet. 26 juli 2002. https://www.svd.se/a/794ef6e8-ec77-315b-8a72-564a82b78806/-. Läst 25 december 2023.
97. ↑  ”The Streets”. Nöjesguiden. 3 april 2002. https://ng.se/recensioner/musik/streets. Läst 25 december 2023.
98. ↑  ”Suede”. Nöjesguiden. 3 oktober 2002. https://ng.se/recensioner/musik/suede. Läst 25 december 2023.
99. ↑  ”Life on other planets”. Svenska Dagbladet. 27 september 2002. https://www.svd.se/a/8d61e671-7b5b-3fae-a559-3d52dcc0f28e/-. Läst 25 december 2023.
100. ↑  ”Steal this album”. Svenska Dagbladet. 29 november 2002. https://www.svd.se/a/1c818c17-2225-3d73-8554-de3d1669e475/-. Läst 25 december 2023.
101. ↑  ”tATu: 200 KM/H in the Wrong Lane”. The Guardian. 7 februari 2003. https://www.theguardian.com/music/2003/feb/07/popandrock.artsfeatures7. Läst 25 december 2023.
102. ↑  ”Justified”. Svenska Dagbladet. 8 november 2002. https://www.svd.se/a/483a0aa6-1ac7-30ae-8f2d-e04a155243da/-. Läst 25 december 2023.
103. ↑  ”Wåtts Dö Madderfakking Diil?”. Svenska Dagbladet. 22 mars 2002. https://www.svd.se/a/bc96a489-4825-367f-a9a3-358635d479ce/-. Läst 25 december 2023.
104. ↑  ”Thåström”. Nöjesguiden. 6 maj 2002. https://ng.se/recensioner/musik/thastroem. Läst 25 december 2023.
105. ↑  ”Underworld”. Nöjesguiden. 3 september 2002. https://ng.se/recensioner/musik/underworld. Läst 25 december 2023.
106. ↑  ”Down the road”. Svenska Dagbladet. 10 maj 2002. https://www.svd.se/a/1585d77f-08d5-3b15-8870-4a9c5257b76b/-. Läst 25 december 2023.
107. ↑  ”Kan vara årets debut”. Dagens skiva. 3 juli 2002. http://dagensskiva.com/2002/07/03/the-vines-highly-evolved/. Läst 26 december 2023.
108. ↑  ”WASP”. Nöjesguiden. 8 juni 2002. https://ng.se/recensioner/musik/wasp. Läst 26 december 2023.
109. ↑  ”Tom Waits”. Nöjesguiden. 4 maj 2002. https://ng.se/recensioner/musik/tom-waits. Läst 26 december 2023.
110. ↑  ”Illumination”. Svenska Dagbladet. 20 september 2002. https://www.svd.se/a/97a7d8c1-9564-3499-8f8a-5d768b292a41/-. Läst 26 december 2023.
111. ↑  ”Yankee Hotel Foxtrot”. Svenska Dagbladet. 26 april 2002. https://www.svd.se/a/0d892544-7158-3b05-a78b-4d1cc0d04f13/-. Läst 26 december 2023.
112. ↑  ”Maladroit”. Svenska Dagbladet. 17 maj 2002. https://www.svd.se/a/d0294487-3384-3bb7-b0ff-1b4be5cd16d6/-. Läst 26 december 2023.
113. ↑  ”Toto?”. Dagens skiva. 6 oktober 2002. http://dagensskiva.com/2002/10/06/xzibit-man-vs-machine/. Läst 26 december 2023.
114. ↑  Roxettes diskografi Arkiverad 24 augusti 2011 hämtat från the Wayback Machine.
115. ↑  ”Sentimental Lady”. Svenska Dagbladet. 31 maj 2002. https://www.svd.se/a/4f32afe8-08cf-37e3-9fea-599f83301585/-. Läst 22 december 2023.
116. ↑  ”Quintet at the baked potato”. Svenska Dagbladet. 24 maj 2002. https://www.svd.se/a/d1458421-2fce-301c-9609-5f28f463baf1/-. Läst 25 december 2023.
117. ↑  ”Frågetecken kring EMF-basistens död”. Svenska Dagbladet. 6 januari 2002. https://www.svd.se/a/791a3608-1ed6-3160-9620-26d1fcc3c701/fragetecken-kring-emf-basistens-dod. Läst 21 december 2023.
118. ↑  ”Feeders trummis är död”. Aftonbladet. 9 januari 2002. https://www.aftonbladet.se/nojesbladet/musik/a/bKG4lA/feeders-trummis-ar-dod. Läst 21 december 2023.
119. ↑  ”Eddie Meduza död”. Sveriges Radio. 18 januari 2002. https://sverigesradio.se/artikel/36178. Läst 21 december 2023.
120. ↑  ”Sångerskan Peggy Lee död”. Aftonbladet. 22 januari 2002. https://www.aftonbladet.se/nojesbladet/a/zL7VVK/sangerskan-peggy-lee-dod. Läst 21 december 2023.
121. ↑  ”Artisterna som lämnade oss - läsarna minns”. Helsingborgs Dagblad. 5 januari 2010. https://www.hd.se/2010-01-05/artisterna-som-lamnade-oss--lasarna-minns. Läst 21 december 2023.
122. ↑  ”Dödsfall/Utlandet”. Dagens Nyheter. 3 februari 2002. https://www.dn.se/arkiv/familj/dodsfall-utlandet-2002-02-03/. Läst 22 december 2023.
123. ↑  ”Countrylegenden Waylon Jennings död”. Svenska Dagbladet. 14 februari 2002. https://www.svd.se/a/d15a4cee-e804-3d9e-9932-09dd206fc2f3/countrylegenden-waylon-jennings-dod. Läst 22 december 2023.
124. ↑  ”Leo Ornstein, 108, pianist and avant garde composer”. The New York Times. 5 mars 2002. https://www.nytimes.com/2002/03/05/arts/leo-ornstein-108-pianist-and-avant-garde-composer.html. Läst 22 december 2023.
125. ↑  ”Brittisk soulsångerska omkom i trafikolycka”. Svenska Dagbladet. 5 mars 2002. https://www.svd.se/a/b40a4761-5c45-3a7f-861d-1893cf515098/brittisk-soulsangerska-omkom-i-trafikolycka. Läst 23 december 2023.
126. ↑  ”Världsberömd operasångare död”. Sveriges Radio. 20 mars 2002. https://sverigesradio.se/artikel/51608. Läst 23 december 2023.
127. ↑  ”Eileen Farrell död”. Svenska Dagbladet. 26 mars 2002. https://www.svd.se/a/e0c7368e-88ab-304e-b605-525e31deb71d/eileen-farrell-dod. Läst 23 december 2023.
128. ↑  ”Mötley Crües trummis död”. Aftonbladet. 30 mars 2002. https://www.aftonbladet.se/nojesbladet/musik/a/5VGMbK/motley-crues-trummis-dod. Läst 23 december 2023.
129. ↑  ”Dudley Moore har avlidit”. Svenska Dagbladet. 28 mars 2002. https://www.svd.se/a/cc70106b-5376-3dc7-bdb5-f1c1aab34405/dudley-moore-har-avlidit. Läst 23 december 2023.
130. ↑  ”Världens första TV-stjärna död”. Svenska Dagbladet. 30 mars 2002. https://www.svd.se/a/b8e2e443-7955-3d90-b958-0734a39bc2b8/varldens-forsta-tv-stjarna-dod. Läst 23 december 2023.
131. ↑  ”Rockstjärna hittades död”. Aftonbladet. 21 april 2002. https://www.aftonbladet.se/nojesbladet/a/2184lx/rockstjarna-hittades-dod. Läst 25 december 2023.
132. ↑  ”Dödsfall: Gudabenådad gitarrist”. Dagens Nyheter. 18 april 2002. https://www.dn.se/arkiv/familj/dodsfall-gudabenadad-gitarrist/. Läst 25 december 2023.
133. ↑  ”Lisa Lopes från TLC död i olycka”. Svenska Dagbladet. 26 april 2002. https://www.svd.se/a/8b5071a8-8613-3120-9626-3e22d325e763/lisa-lopes-fran-tlc-dod-i-olycka. Läst 25 december 2023.
134. ↑  ”Yevgeny Svetlanov, conductor dies at 73”. The New York Times. 6 maj 2002. https://www.nytimes.com/2002/05/06/arts/yevgeny-svetlanov-conductor-dies-at-73.html. Läst 26 december 2023.
135. ↑  ”Elvis låtskrivare död”. Svenska Dagbladet. 8 maj 2002. https://www.svd.se/a/4f50c490-16d0-328a-9591-53ee7d57fb2a/elvis-latskrivare-dod. Läst 26 december 2023.
136. ↑  ”Komponisten Xavier Montsalvatge er död”. NRK. 8 maj 2002. https://www.nrk.no/kultur/komponisten-xavier-montsalvatge-er-dod-1.528938. Läst 26 december 2023.
137. ↑  ”Dee Dee Ramone avled i hemmet”. Dagens Nyheter. 7 juni 2002. https://www.dn.se/arkiv/kultur/dee-dee-ramone-avled-i-hemmet/. Läst 27 december 2023.
138. ↑  ”Basisten i rockgruppen The Who hittad död”. Sveriges Radio. 28 juni 2002. https://sverigesradio.se/artikel/85320. Läst 27 december 2023.
139. ↑  ”En Clooney har gått bort - en annan sörjer”. Svenska Dagbladet. 30 juni 2002. https://www.svd.se/a/9844a4b8-fc8c-30c4-9cd1-b195fe01221e/en-clooney-har-gatt-bort-en-annan-sorjer. Läst 27 december 2023.
140. ↑  ”Amerikansk jazzmusiker död”. Sveriges Radio. 4 juli 2002. https://sverigesradio.se/artikel/87621. Läst 28 december 2023.
141. ↑  ”Alan Lomax död”. Svenska Dagbladet. 21 juli 2023. https://www.svd.se/a/abd5cc71-db3f-38a6-b1a9-e0da5f02c685/alan-lomax-dod. Läst 28 december 2023.
142. ↑  ”Eltons producent och vän död”. Svenska Dagbladet. 23 juli 2002. https://www.svd.se/a/4d815ffa-5d74-3946-964e-7042e7d91472/eltons-producent-och-van-dod. Läst 28 december 2023.
143. ↑  ”Vissångaren Bernt Staf död”. Dagens Nyheter. 31 juli 2002. https://www.dn.se/nyheter/vissangaren-bernt-staf-dod/. Läst 28 december 2023.
144. ↑  ”Artisten Sonja Stjernquist död”. Aftonbladet. 16 augusti 2002. https://www.aftonbladet.se/nyheter/a/2187Ja/artisten-sonja-stjernquist-dod. Läst 29 december 2023.
145. ↑  ”Jazzvirtuosen Lionel Hampton död”. Svenska Dagbladet. 1 september 2002. https://www.svd.se/a/dcbcf443-e630-3a53-83a8-8e64945855da/jazzvirtuosen-lionel-hampton-dod. Läst 29 december 2023.
146. ↑  ”Hasse Carlsson i Noice är död”. Aftonbladet. 14 september 2002. https://www.aftonbladet.se/nojesbladet/a/wEOoxd/hasse-carlsson-i-noice-ar-dod. Läst 31 december 2023.
147. ↑  ”Newbury räddad ur glömska”. Upsala Nya Tidning. 23 januari 2013. https://unt.se/bli-prenumerant/artikel/jnkzvq2j/unt-bd-0kr-dp_week. Läst 31 december 2023.
148. ↑  ”Chieftains-medlem död”. Svenska Dagbladet. 18 oktober 2002. https://www.svd.se/a/6f820801-761f-3cc9-93aa-c39fc7194c62/chieftains-medlem-dod. Läst 31 december 2023.
149. ↑  ”Skådespelaren Richard Harris död”. Aftonbladet. 25 oktober 2002. https://www.aftonbladet.se/nojesbladet/a/QlyVBR/skadespelaren-richard-harris-dod. Läst 31 december 2023.
150. ↑  ”Medlem i Run DMC skjuten till döds”. Svenska Dagbladet. 31 oktober 2002. https://www.svd.se/a/6f2ad909-a334-3815-818b-9a889cca57ee/medlem-i-run-dmc-skjuten-till-dods. Läst 31 december 2023.
151. ↑  ”Skifflekungen Lonnie Donegan död”. Dagens Nyheter. 5 november 2002. https://www.dn.se/nyheter/skifflekungen-lonnie-donegan-dod/. Läst 1 januari 2024.
152. ↑  ”Tonsättaren Arne Mellnäs död”. Svenska Dagbladet. 26 november 2002. https://www.svd.se/a/7240c782-5649-3d55-820d-85aacb872f35/tonsattaren-arne-mellnas-dod. Läst 1 januari 2024.
153. ↑  ”Cancern tog hans liv”. Aftonbladet. 2 december 2002. https://www.aftonbladet.se/nojesbladet/a/J1xzAm/cancern-tog-hans-liv. Läst 1 januari 2024.
154. ↑  ”Stereolabs sångerska Mary Hansen är död”. Dagens Nyheter. 12 december 2002. https://www.dn.se/nyheter/sterolabs-sangerska-mary-hansen-ar-dod/. Läst 1 januari 2024.
155. ↑  ”Lovin' Spoonfuls gitarrist död i hjärtattack”. Svenska Dagbladet. 17 december 2002. https://www.svd.se/a/8bdfbc5e-ca1d-38c0-8a18-4fea610917dc/lovin-spoonfuls-gitarrist-dod-i-hjartattack. Läst 1 januari 2024.
156. ↑  ”Punklegenden Joe Strummer är död”. Aftonbladet. 23 december 2002. https://www.aftonbladet.se/nojesbladet/musik/a/ddnyyq/punklegenden-joe-strummer-ar-dod. Läst 1 januari 2024.